# Sarcophila japonica
Sarcophila japonica är en tvåvingeart som först beskrevs av Boris Borisovitsch Rohdendorf 1962.  Sarcophila japonica ingår i släktet Sarcophila och familjen köttflugor. Inga underarter finns listade i Catalogue of Life.